# نور الدين الزياتي
نور الدين الزياتي (ولد في 27 أكتوبر 1974 في المحمدية، المغرب) لاعب كرة قدم مغربي سابق.

## الإنجازات
- رابيد بوخارست
  - كأس السوبر الروماني (1): 2003

## وصلات خارجية
- نور الدين الزياتي على موقع اتحاد تركيا (لاعب) (الإنجليزية)
- نور الدين الزياتي على موقع قاعدة بيانات كرة القدم.إي يو (الإنجليزية)
- نور الدين الزياتي على موقع Soccerway.com (الإنجليزية)